# Poul Glargaard

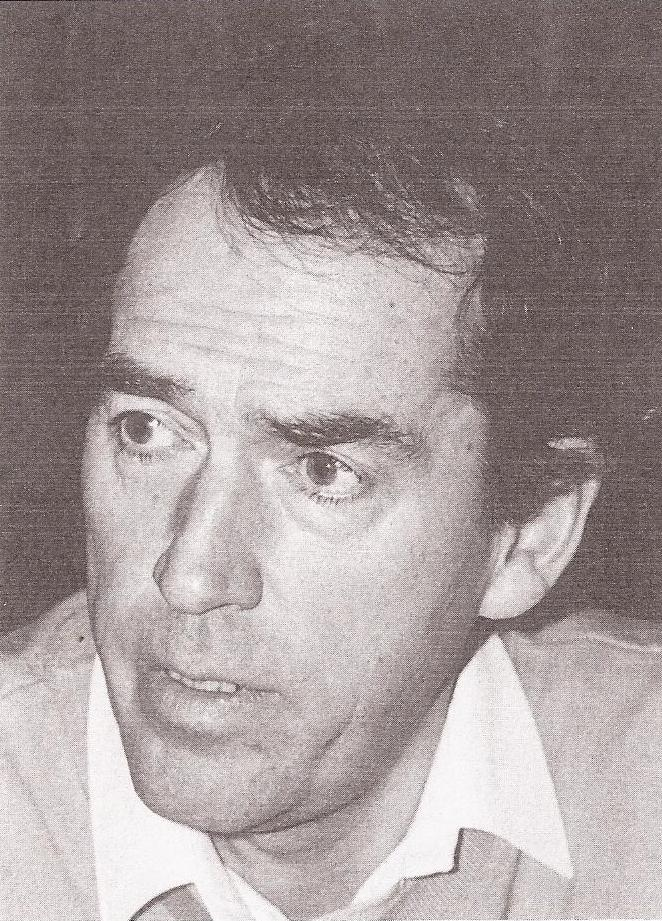
Poul Glargaard

Poul Glargaard (eigentlich: Poul Glargaard Rasmussen; * 11. April 1942 in Randers; † 17. Oktober 2011 in Frederiksberg) war ein dänischer Theater- und Filmschauspieler.

## Leben
Poul Glargaard absolvierte seine Schauspielausbildung von 1964 bis 1966 an der Schauspielschule des Aarhus Teater, wo er als Darsteller auch sein Bühnendebüt hatte und dort anschließend mehrere Jahre lang als festes Ensemblemitglied engagiert war. Danach ging er an das Det ny Teater (Das neue Theater) in Kopenhagen. Glargaard spielte dort in verschiedenen Komödien und Dramen die Hauptrolle, so zum Beispiel in den Inszenierungen von Ann Jellicoe Min skøre mors hobby (englischer Originaltitel: The Sport of My Mad Mother, deutscher Titel: Meine Mutter macht Mist mit mir), Piger i sky (Das Mädchen in den Wolken) und Harvey. Ende der 1960er-Jahre legte er den Schwerpunkt seiner Arbeit in seine Tätigkeit als Schauspieler in Film und Fernsehen. Er spielte dort in zahlreichen erfolgreichen dänischen Filmproduktionen und bekannten Fernsehserien mit. Insgesamt wirkte er als Schauspieler vor der Kamera bis zum Jahr 2007 in über 60 Film-und-Fernsehproduktionen mit. Zudem war auch an mehreren in Dänemark bekannten Hörspiel-Produktionen beteiligt. Er hatte dort auch die klassischen Horror-Geschichten des dänischen Schriftstellers und Schauspielers Jan Gustavsen nacherzählt, die hauptsächlich bei jüngeren Leuten ein großer Erfolg wurden.
Poul Glargaard war geschieden und hatte eine Tochter. Nach Angaben der dänischen Polizei beging Glargaard am 17. Oktober 2011 in seiner Wohnung Selbstmord, es wurden dort entsprechende Tabletten und ein Abschiedsbrief gefunden. Die Trauerfeier fand am 25. Oktober 2011 in der Solbjerg-Kirche in Frederiksberg statt. Glargaard wollte ursprünglich anonym in einem unbekannten Grab beerdigt zu werden, wurde dann aber in einem Gemeinschaftsgrab (dän. Birkelunden) auf dem Søndermark Kirkegård (Søndermark Friedhof) in Frederiksberg beigesetzt.

## Filmografie
- 1968: Mißbraucht (Jeg, en kvinda II)
- 1968: Det er så synd for farmand
- 1968: Min søsters børn vælter byen
- 1968: Das liebste Spiel (Det kære legetøj)
- 1968: Woyzeck
- 1969: Beichte eines Porno-Mädchens (Sonja – 16 år)
- 1969: Sjov i gaden
- 1969: Komteß Elsa – Das Loch im goldenen Käfig (Der kom en soldat)
- 1969: Ta’ lidt solskin
- 1969: Die Ballade von Carl-Henning (Balladen om Carl-Henning)
- 1970: Rend mig i revolutionen
- 1970: Tintomara
- 1970: Vier tolle Jungs in der Prärie (Præriens skrappe drenge)
- 1970: Nana
- 1970: Drei Arten Liebe (3 slags kærlighed)
- 1972: Das fröhliche Bordell (Bordellet)
- 1972: Die Olsenbande und ihr großer Coup (Olsen-bandens store kup)
- 1973: Die Olsenbande läuft Amok (Olsen-banden går amo)
- 1973: Mig og mafiaen
- 1973: Trekanter
- 1973–1977: Oh, diese Mieter (Huset på Christianshavn, Fernsehserie, 3 Folgen)
- 1974: Der (voraussichtlich) letzte Streich der Olsenbande (Olsen-bandens sidste bedrifter)
- 1974: Mafiaen – det er osse mig!
- 1974: Hitler Superstar
- 1976: Blind makker
- 1976: Strømer
- 1977: Skytten
- 1977: Ein Haus in der Provinz (Fernsehserie, 1 Folge)
- 1978: Agent 69 Jensen i Skyttens tegn
- 1980: Attentat
- 1981: D.A.S.K. (Fernsehserie, 1 Folge)
- 1983–1985: Rejseholdet (Fernsehserie, 10 Folgen)
- 1984: Kopenhagen – Mitten in der Nacht (Midt om natten)
- 1985: Jane Horney (Fernsehserie, 1 Folge)
- 1985: Walter og Carlo
- 1988: Alle esker Debbie (Fernsehserie)
- 1988: Station 13 (Fernsehserie, 1 Folge)
- 1990: Ugeavisen (Fernsehserie, 2 Folgen)
- 1992: Gøngehøvdingen
- 2007: Faul im Staat Dänemark (Hvordan vi slipper af med de andre)

## Preise
- 1988 Årets Dirch